# Aelurillus deltshevi
Aelurillus deltshevi (лат.) — вид пауков рода Aelurillus из семейства пауков-скакунчиков (Salticidae).

## Распространение
Восточное Средиземноморье: Азербайджан, Болгария, Республика Македония.

## Описание
Просома самцов темно-коричневая с чёрным глазным полем, покрытым белыми щетинками, слегка более плотными на боках. Длина просомы самца: 2,8 мм. Клипеус и хелицер коричневые, покрыты белыми волосками. Ноги коричневато-жёлтые. Задние ноги и ноги I жёлто-коричневые. Опистосома желтовато-серая, дорзум темно-коричневый с белыми волосками. 
Вид Aelurillus deltshevi был впервые описан арахнологами Галиной Азаркиной  (СО РАН, Новосибирск, Россия) и Марьяном Комненовым (Macedonian Museum of Natural History, Скопье, Македония) в 2015 году.